# Weber Rudolf
Weber Rudolf (Poprád, Szepes vármegye, 1843. október 16. – Budapest, 1915. február 10.) evangélikus főgimnáziumi tanár, Wéber Samu testvéröccse.

## Élete
Többgenerációs poprádi polgárok a felmenői, egyik őse, Weber Mihály, a 17. században Poprád polgármestere volt, neve a harangon is szerepel. Apja, Wéber János Sámuel, szintén hivatalnoka, majd polgármestere volt Poprádnak. Édesanyja, Johanna. A család vallásos életét jellemzi, hogy testvéréből, Sámuelből evangélikus lelkész lett.
A gimnáziumot Pesten, a piaristáknál, valamint Eperjesen járta; az utóbbi helyen a teológiát is elvégezte. Ezután Nagyőrre (Szepes megye) hívták meg Mednyánszky László báró, a későbbi festő nevelőjének, ahol három évet töltött. A szokásos európai peregrinációját a berlini egyetemen kezdte meg, ahol tanulótársa volt Prónay Dezsőnek. Azután nagyobb utazást tett Németországban, Svájcban, Franciaországban. Párizsból azonban a kitört német–francia háború miatt nemsokára haza kellett, hogy térjen. Dobsinán letette a lelkészi vizsgálatot Máday Károly előtt, de nem lépett lelkészi pályára, mert meghívták a budapesti evangélikus főgimnáziumhoz tanárnak. A latint és a történelmet tanította 1870-től helyettes, majd 1872-től rendes tanári státuszban.
Budapesti letelepedése ellenére sokat járt vissza a Szepességbe, túrázott, s a Kárpát Egyesületnek tizenhárom éven át volt fővárosi képviselője, illetőleg pénztárosa. Kiadta Buchholtz György emlékiratait, aki a Magas-Tátra első ismertetője volt, s nevének megörökítésére hat emléktáblát emeltetett a Tátra aljának különböző helyein. 

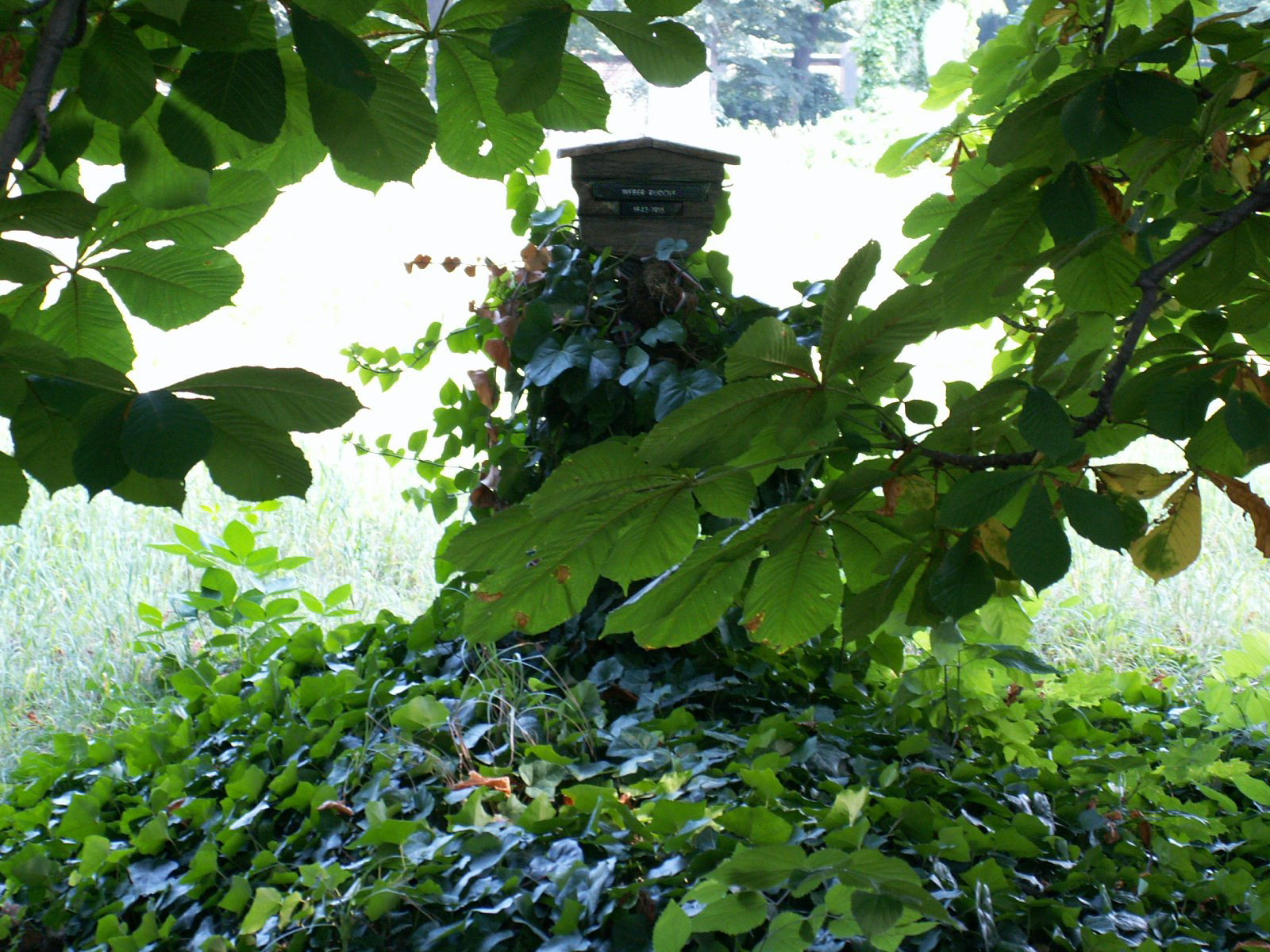
Sírja a Fiumei úti sírkertben (9-1-77)

Szepességi szász nyelvjárásban népi hangulatú verseket és humoros elbeszéléseket írt, s jelentetett meg „Zepserscher Liederbronn” címen. Számos pedagógiai tárgyú és iskolai tanítást segítő kézikönyve is jelent meg.
1912-ben vonult nyugalomba. Elhunyt 1915. február 10-én éjjel fél egykor, életének 72., házasságának 40. évében. 1915. február 12-én kísérték utolsó útjára felesége, mniseki és kácsi Hellner Eleonóra, Rezső fia, Katinka unokája, Samu testvére és a távolabbi rokonság a Kerepesi temetőben.

## Írásai
Könyvismertetéseket, tárcacikkeket és tudományos értekezéseket írt a Magyar Tanügybe (1873–75), a Magyarországi Kárpátegyesület Évkönyvébe (1878–80., 1885.), a Pester Lloydba (az 1870-es évek elején); az Ungarischer Lloydba (1874), a Szepesi Hírnökbe (1876., 1879. Ueber Mundarten und mundartige Dichtungen, Lindners Gedichte aesthetisch erklärt, Zipser Volkshumor, 1875–79., 1884. költemények szepesi német dialektusban); a Karpathen Postban (1909. 23–37. sz. Zur Geschichte der Volkslieder); a Pallas Nagy Lexikonának is munkatársa volt.

## Munkái
- Deutsche Dichtungen für Schule und Haus. Gesammelt… Budapest, 1878.
- Goethe, Hermann und Dorothea. Budapest, 1880. (Jeles Írók Iskolai Tára XIV. Német szöveg magyar bevezetéssel és magyarázatokkal. 2. kiadás. Budapest, 1889., 3. kiadás. Budapest, 1884., 7. kiadás, Budapest, 1908.).
- Das weit und breit erschollene Ziepser Schnee-Gebirg… durch Georgium Buchholz den ältern anjetzo exulirenden Gross-Lomnitzer Pfarrer Anno 1719… Mit einer biographischen Einleitung und Texterklärung herausgegeben… Leutschau, 1899.
- Topographische Beschreibung des Flusses Poprád oder Popper in der Zips aus dem Jahre 1782. von Augustini ab Hortis jun. Mit einer biographischen Einleitung versehen und mitgetheilt von Rudolf Weber. Késmárk, 1900.
- Gedenkrede auf Georg Buchholtz exulirten evang. Pfarrer… (1643–1724). Gehalten zu Gross-Lomnitz am 8. September 1901. Kesmark, 1901.
- Historischer Geschlechtsbericht (Familienkronik) von Georg Buchholtz dem Älteren, nebst einem Auszuge aus dem Tagebuche seines Sohnes Jakob Buchholtz. Nach den hinterlassenen Handschriften. Budapest, 1904. (Luther-Társaság 50. kiadványa. Hosszabb kivonata a Protestáns Szemle 1892. évfolyamban Weber Sámueltől.)
- Hopgarten. Ein populärer Beitrag zur Zipser Volkskunde. Késmárk, 1911. (Különnyomat a Karpathen Postból.)

## Álneve és jegye
Clio és -r (a Pester Lloydban, Kaschauer Zeitungban, Pannoniában, Szepesi Hirnökben, Magyar Tanügyben és az Ungarischer Lloydban).